# Combleux

Combleux este o comună în departamentul Loiret din centrul Franței. În 1 ianuarie 2022 avea o populație de 524 de locuitori.